# Джордж, герцог Кентский
Принц Джордж (Георг) (Джордж Эдвард Александр Эдмунд, англ. George Edward Alexander Edmund; 20 декабря 1902, Норфолк — 25 августа 1942, Кейтнесс) — член королевской семьи Великобритании, 1-й герцог Кентский, 1-й граф Сент-Эндрюс и 1-й барон Даунпатрик с 1934 года.
Принц Джордж стал известен своей экстравагантной личной жизнью и таинственными обстоятельствами смерти.

## Биография
Пятый ребёнок и четвёртый сын будущего короля Великобритании Георга V и его жены Марии Текской. На его крещении 26 апреля 1903 в Виндзорском дворце присутствовали его дед король Эдуард VII и королева Александра, принц Вальдемар Датский, Людвиг Баттенберг и вдовствующая императрица Мария Фёдоровна.
Принц Джордж получил раннее образование, затем последовал за старшим братом принцем Генри в начальную школу в Кенте. В тринадцать лет, как и ранее его старшие братья, Эдуард и Альберт, вступил в военно-морское училище. Он оставался в Королевском флоте до 1929 года. После ухода из флота Джордж некоторое время занимал посты в Министерствах иностранных и внутренних дел, став первым членом британской королевской семьи, который работал государственным служащим.
В 1939 году он был избран великим мастером Объединённой великой ложи Англии и оставался им до самой смерти.
В начале Второй мировой войны Джордж возвратился к активной военной службе в качестве контр-адмирала. В апреле 1940 году вступил в Королевские военно-воздушные силы.
Джордж являлся Рыцарем Великого креста, был награждён орденом Святого Михаила и Святого Георгия, орденом Чертополоха и орденом Подвязки и Королевской Викторианской цепью.

### Семья
12 октября 1934 года перед свадьбой с Мариной, принцессой Греческой и Датской (13 декабря 1906 — 27 августа 1968) принц Джордж получил титул герцога Кентского, графа Сен-Эндрюса и барона Даунпатрик. Пара поженилась 29 ноября 1934 в Вестминстерском аббатстве. Невеста была дочерью Николая, принца греческого и датского, и великой княжны Елены Владимировны. Принцесса Марина получила титул Её королевского высочества герцогини Кентской. Супруги имели трёх детей:
- принц Эдвард (родился 9 октября 1935), 2-й герцог Кентский, 2-й граф Сент-Эндрюс и 2-й барон Даунпатрик;
- принцесса Александра Кентская (родилась 25 декабря 1936), жена Ангуса Огилви;
- принц Майкл Кентский (родился 4 июля 1942).

И до, и после свадьбы Джордж имел бисексуальные связи. Среди его партнеров более известны: шансонье афроамериканского происхождения Флоренс Миллс, наследница банковской империи Поппи Баринг, Маргарет Уигхэм (впоследствии герцогиня Аргайл), актриса и певица Джесси Мэттьюс, а также дальний родственник Джорджа Луи Фердинанд Прусский. Принц в течение девятнадцати лет дружил с Ноэлом Кауардом, но биографы сомневаются, насколько их отношения были платоническими. Однако партнер Кауарда, Грэм Пэйн, утверждал, что это была просто дружба. Также герцог был уличён в употреблении наркотиков. О его жизни снят документальный фильм «The Queen’s Lost Uncle». Скандальная личная жизнь герцога Кентского описана в романе Джефри Коррика «Африканские ночи», написанного в 2004 году.

### Гибель
Джордж погиб 25 августа 1942 года в авиакатастрофе в Шотландии. Самолёт следовал из Эвантона в Исландию. Много вопросов возникло о причинах аварии и роли в этом герцога Кентского. Выдвигались версии об участии британской разведки, так как Георг, возможно, обладал некоторыми нежелательными сведениями. С другой стороны, возможной причиной крушения стали технические проблемы на борту, самолёт не смог набрать высоту и зацепил скалы. Так или иначе, истина оказалась невыясненной.
Изначально его останки были захоронены в часовне Святого Георгия в Виндзорском дворце. Позже их перезахоронили в Королевской усыпальнице во Фрогморе. Титул герцога Кентского унаследовал его старший сын Эдвард.

## Личный герб и награды

### Награды
| Страна         | Дата           | Награда                                                         | Награда                                                         | Литеры   |
| -------------- | -------------- | --------------------------------------------------------------- | --------------------------------------------------------------- | -------- |
| Великобритания | 6 мая 1910     | Коронационная медаль короля Георга V                            | Коронационная медаль короля Георга V                            |          |
| Дания          | 1922           | Рыцарь ордена Слона                                             | Рыцарь ордена Слона                                             | R. af E. |
| Англия         | 1923           | Рыцарь ордена Подвязки                                          | Рыцарь ордена Подвязки                                          | KG       |
| Великобритания | 1924           | Рыцарь Большого креста Королевского Викторианского ордена       | Рыцарь Большого креста Королевского Викторианского ордена       | GCVO     |
| Швеция         | 1 октября 1932 | Рыцарь ордена Серафимов                                         | Рыцарь ордена Серафимов                                         | RSerafO  |
| Великобритания | 1934           | Рыцарь Большого креста ордена Святого Михаила и Святого Георгия | Рыцарь Большого креста ордена Святого Михаила и Святого Георгия | GCMG     |
| Шотландия      | 1935           | Рыцарь ордена Чертополоха                                       | Рыцарь ордена Чертополоха                                       | KT       |
| Великобритания | 6 мая 1935     | Медаль Серебряного юбилея короля Георга V                       | Медаль Серебряного юбилея короля Георга V                       |          |
| Великобритания | 1936           | Рыцарь Королевской Викторианской цепи                           | Рыцарь Королевской Викторианской цепи                           |          |
| Великобритания | 1937           | Коронационная медаль короля Георга VI                           | Коронационная медаль короля Георга VI                           |          |

### Герб
Как член королевской семьи, принц Джордж имел личный герб, основанный на гербе монарха Соединенного Королевства.
Блазон: Четверочастный щит: в первом и четвёртом поле герб Англии — три золотых леопарда с лазоревым вооружением в червлёном поле, во втором поле герб Шотландии — в золотом поле с червлёной двойной внутренней каймой, проросшей лилиями червлёный восстающий лев с лазоревым вооружением, в третьем поле герб Ирландии — золотая арфа с серебряными струнами в лазоревом поле. Поверх щита серебряное титло о трёх концах обременённых лазоревыми морскими якорями. Щит окружает лента ордена Подвязки. Щитодержатели: справа — британский, коронованный открытой короной детей суверена, лев c серебряным титлом (как в щите) на шее; слева — шотландский единорог с короной детей суверена и серебряным титлом (как в щите) на шее. Щит коронован короной детей суверена с шапкой пэра внутри. Нашлемник: золотой, коронованный открытой короной детей суверена, леопард с серебряным титлом (как в щите) на шее, стоящий на короне детей суверена.